# Königsberg-Sanatorium

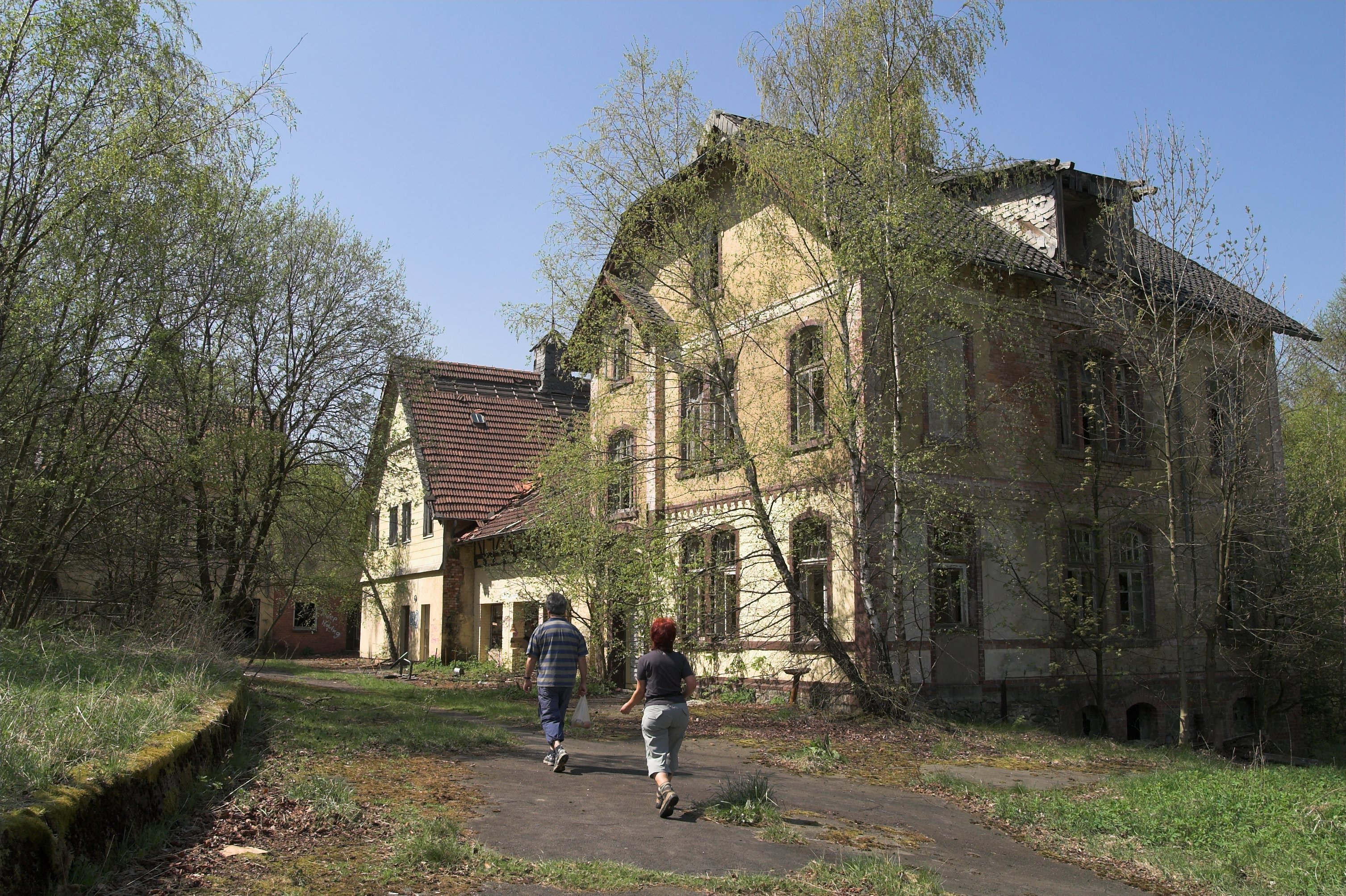
Frühere Sanatoriumsgebäude, 2006

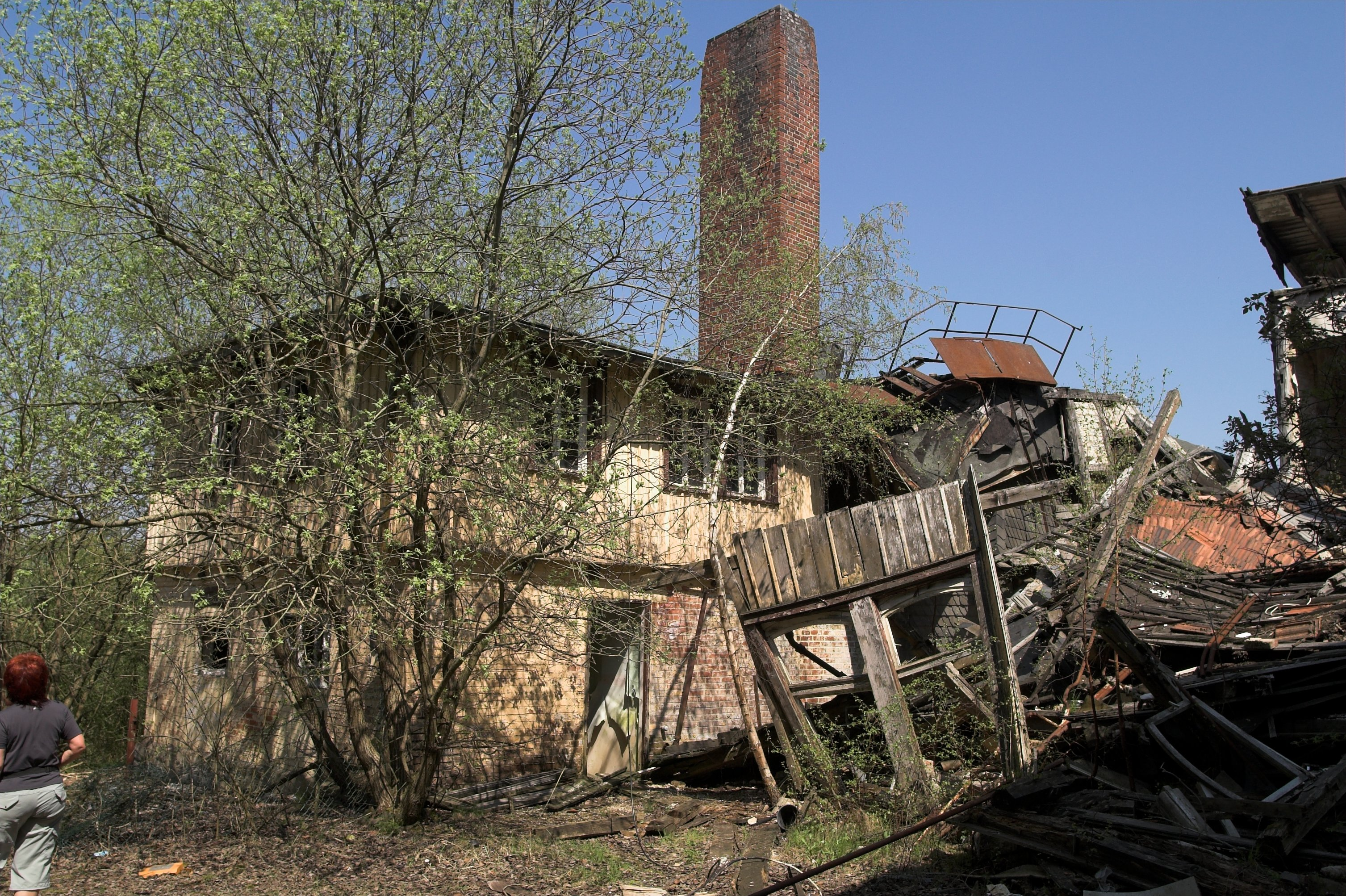
Verfallene Gebäude, 2006

Das Königsberg-Sanatorium war eine Tuberkulose-Heilanstalt auf dem Königsberg zwischen Goslar und der Granetalsperre. Heute sind von der Anlage nur noch Ruinen übrig.

## Geschichte
Das Sanatorium war die erste Heilstätte überhaupt, die von einer deutschen Sozialversicherung gegründet wurde. Zum Zeitpunkt der Gründung 1895 durch die Landesversicherungsanstalt Hannover gab es sonst in Deutschland nur private Sanatorien und solche mit karitativen Kostenträgern. Bis 1915 kamen zahlreiche Gebäude und landwirtschaftlicher Anhang zur eigenen Viehhaltung hinzu.
In den 1950er Jahren glich die Lungenheilanstalt eher einem Kurhotel als einer Krankeneinrichtung – samt kultureller Veranstaltungen, Filmvorführungen, Vorträgen, Gesellschaftsspielen und Gottesdiensten. Jedoch kam mit dem Rückgang der TBC-Erkrankungen 1970 das Aus für das Sanatorium, da der Betrieb mangels nötiger Auslastung nicht mehr rentabel war.
Nach vier Jahren Leerstand übernahm 1974 die Cornelius-Helferich-Stiftung die Anlage, um daraus ein Behandlungs- und Pflegeheim für geistig behinderte Kinder zu machen. Bereits 1984 musste das Heim aufgrund nicht eingehaltener Auflagen des Landessozialamtes wieder geschlossen werden; die mangelhaften baulichen Zustände galten als Hauptursache. Nur zwei Wochen nach der Verlegung der letzten Kinder wurde das Haupthaus von Unbekannten in Brand gesteckt und schwer beschädigt; eine weitere Nutzung als Heim war undenkbar. Seitdem standen die zahlreichen Gebäude leer und verfielen.
Im Jahr 1997 kam es zu einem erneuten Besitzerwechsel. Der neue Eigentümer beabsichtigte, das etwa 50.000 m² große Gelände touristisch zu nutzen, jedoch geschah lange Zeit erstmal gar nichts. Erst zehn Jahre später, 2007, wurden die Bemühungen wieder intensiviert und Nutzungskonzepte für eine Ferienwohnsiedlung in der Öffentlichkeit vorgestellt.

## Heutiger Zustand
In der Nacht vom 24. auf den 25. Juni 2009 zerstörte ein Feuer das Haupthaus mit seinen Anbauten. Die Feuerwehr ließ die Gebäude bis auf die Grundmauern kontrolliert niederbrennen und die Ruine am darauffolgenden Tag aus Sicherheitsgründen einreißen. Die Brandursache ist bisher nicht bekannt, die Polizei geht jedoch von Brandstiftung aus. Die Suche nach dem Täter wurde inzwischen offiziell eingestellt, nachdem sich keine Beweise für eine Täterschaft zweier Verdächtiger erbringen ließen.
Im Dezember 2009 lehnen die Harzwasserwerke eine touristische Nutzung des Geländes aufgrund der unmittelbaren Nähe zur Grane-Talsperre (Wasserschutzzone II) endgültig ab, woraufhin sich der Investor anderen Projekten zuwendet. Eine Nachnutzung des Geländes für touristische Zwecke ist damit in weite Ferne gerückt.
Seit Oktober 2010 werden das Grundstück, alle Gebäude und die Trümmerflächen als Ausbildungsgelände für Rettungshunde genutzt. Zuerst durch die Rettungshundestaffel Osterode, Goslar, Harz e.V. des Bundesverband Rettungshunde, und seit 2012 durch die BzRH Rettungshundestaffel 1.RHV Goslar – Harz und Braunschweiger Land. Ein Betreten durch Fremde ist daher nicht mehr möglich.
Am 7. April 2015 kam es zu einem weiteren Brand. Aufgrund von Einsturzgefahr konnten das Feuer fast nur von außen bekämpft werden. Das Gebiet um das ehemalige Sanatorium soll daher weiträumig abgesperrt werden.